# Goldney (rivière)
La rivière Goldney  (en anglais : Goldney River) est un cours d’eau situé  dans la région de  Canterbury de l’Île du Sud de la Nouvelle-Zélande.

## Géographie
Elle prend naissance dans les pentes sud de la  chaîne de Craigieburn et s’écoule vers le sud dans le lac Coleridge. 

## Dénomination
La famille Goldney qui a donné son nom à la rivière, fut parmi les  premiers colons, qui s’installèrent dans cette zone.